# Ciarda Roșie
Ciarda Roșie este un cartier amplasat în partea de sud-est a Timișoarei. Cartierul este unul recent. Ciarda Roșie a fost un sat maghiar care s-a format în perioada interbelică în jurul hanului «Vörös Csárda», (tradus Hanul cărămiziu) al cărui nume a fost preluat și așa a fost botezat cartierul. 

## Istorie
Hanul Vörös Csárda a fost construit la începutul secolului al XIX-lea, probabil în anii 1800 și 1810, la marginea pădurii Köplinger, acum dispărută. Familia Köplinger a înființat și a exploatat anterior un cuptor de cărămidă în zona de loess, argilă, care a fost întreținut și exploatat chiar și după construirea hanului. Hanul era renumit pentru execuțiile și uciderile care se presupunea că au avut loc în și în jurul lui; cele mai multe dintre acestea au fost respinse ca zvonuri. Unele povești merg până la a afirma că pereții săi au fost vopsiți în roșu pentru a simboliza sângele. Este posibil ca hanul să fi funcționat până în 1930.
Pe la mijlocul secolului al XIX-lea, protecția călătorilor care intrau în oraș dinspre Moșnița era asigurată, contra cost, de o bandă de haiduci care se presupune că au fost conduși de haiducul maghiar Sándor Rózsa (1813–1878) și s-au refugiat adesea într-o tabără improvizată în ceea ce este acum Ciarda Roșie. A murit în închisoare în 1878. Cu toate acestea, mulți istorici contestă faptul că Rózsa a ajuns vreodată în această zonă.
În 1900, în jurul hanului încep să se construiască mai multe case muncitorești, Pe măsură ce zona a fost traversată de mulți călători, așezarea s-a dezvoltat rapid. În acea perioadă, Ciarda Roșie aparținea Moșnița Nouă; a avut de-a lungul timpului mai multe denumiri: Vöröscsárdatelep, Illéspuszta, Illancs, Rotterpuszta.
De pe la 1930, hanul își schimba numele în Petőffy și avea o grădină de vară frumoasă. În 1937, locuitorii din Ciarda Roșie au cerut Prefecturii separarea acesteia de Moșnița Nouă și anexarea ulterioară la Urseni sub o nouă denumire – Stupari. Acțiunea nu s-a materializat niciodată. Ciarda Roșie se alipește orașului în 1951, când devine a X-a circumscripție a Timișoarei.
Abia în toamna anului 2006 încep aici lucrările de canalizare.

## Geografie
Cartierul, situat în sud-estul orașului, se întinde pe o suprafață de 102 hectare, în mare parte la sud de drumul spre Buziaș. A fost încorporat în Timișoara în 1953 și este astăzi cea mai tânăr dintre cele zece cartiere ale orașului.

## Transport
Transportul public este asigurat de linia expres E2 și tramvaiul liniile 4, 8 și 9.

## Literatură
- Hans-Heinrich Rieser, Timisoara. Descrierea geografică a capitalei Banatului, Seria de publicații a Institutului de Istorie și Studii Regionale Șvabe Dunării, Editura: Thorbecke Verlag, Sigmaringen, 1992, ISBN:3-7995-2501-7, Pagini:100–101